# Serie B 2011-2012 (hockey su pista)
La Serie B 2011-2012 è stato il torneo di terzo livello del campionato italiano di hockey su pista per la stagione 2011-2012. Esso è stato organizzato dalla Lega Nazionale Hockey su mandato della Federazione Italiana Hockey e Pattinaggio.
Al termine del campionato sono stati promossi in Serie A2 il Pieve 010 e il Roller Scandiano.

## Prima fase

### Girone A

#### Squadre partecipanti
| Club                 | Città               | Impianto                       | Stagione precedente                             |
| -------------------- | ------------------- | ------------------------------ | ----------------------------------------------- |
| Agrate Brianza       | Agrate Brianza (MB) | Centro Sportivo Santa Caterina | 5° in Serie B girone A                          |
| Amatori Lodi (B)     | Lodi                | PalaCastellotti                | 2° in Serie B girone A, 2º girone A fase finale |
| Amatori Vercelli (B) | Vercelli            | PalaPregnolato                 | n.d.                                            |
| Monza e Brianza      | Monza               | Palestra Ardigó di Monza (MB)  | 3° in Serie B girone A                          |
| Effenbert Novara (B) | Novara              | Palasport Dal Lago             | 6° in Serie B girone A                          |
| Roller Lodi          | Lodi                | PalaCastellotti                | n.d.                                            |
| Seregno (B)          | Seregno (MB)        | PalaSomaschini                 | 4° in Serie B girone A                          |

#### Classifica finale
|  | Pos. | Squadra              | Pt | G  | V  | N | P  | GF | GS  | DR  |
|  | ---- | -------------------- | -- | -- | -- | - | -- | -- | --- | --- |
|  | 1.   | Amatori Lodi (B)     | 32 | 12 | 10 | 2 | 0  | 87 | 32  | +55 |
|  | 2.   | Roller Lodi          | 20 | 12 | 6  | 2 | 4  | 78 | 55  | +23 |
|  | 3.   | Monza e Brianza      | 19 | 12 | 6  | 1 | 5  | 76 | 65  | +11 |
|  | 4.   | Effenbert Novara (B) | 19 | 10 | 6  | 1 | 3  | 53 | 41  | +12 |
|  | 5.   | Agrate Brianza       | 18 | 12 | 5  | 3 | 4  | 62 | 51  | +11 |
|  | 6.   | Amatori Vercelli (B) | 5  | 11 | 1  | 2 | 8  | 39 | 100 | -61 |
|  | 7.   | Seregno (B)          | 1  | 11 | 0  | 1 | 10 | 32 | 83  | -51 |

Legenda:
  Partecipa ai play-off promozione.
Note:
Tre punti a vittoria, uno per il pareggio, zero a sconfitta.

### Girone B

#### Squadre partecipanti
| Club                   | Città                  | Impianto                                 | Stagione precedente                             |
| ---------------------- | ---------------------- | ---------------------------------------- | ----------------------------------------------- |
| Amatori Modena         | Modena                 | PalaMolza                                | 12º in Serie A2, retrocesso                     |
| Correggio (B)          | Correggio (RE)         | Palasport Dorando Pietri                 | 5º in Serie B girone B                          |
| La Mela                | Montale Rangone (MO)   | Palaroller                               | 1º in Serie B girone B, 3º girone B fase finale |
| Pieve 010              | Pieve San Giacomo (CR) | Palestra comunale di San Daniele Po (CR) | 4º in Serie B girone B                          |
| Roller Scandiano       | Scandiano (RE)         | PalaRegnani                              | 11º in Serie A2, retrocesso                     |
| Villa d'Oro Modena (B) | Modena                 | PalaMolza                                | n.d.                                            |

#### Classifica finale
|  | Pos. | Squadra                | Pt | G  | V | N | P | GF | GS | DR  |
|  | ---- | ---------------------- | -- | -- | - | - | - | -- | -- | --- |
|  | 1.   | Roller Scandiano       | 27 | 10 | 9 | 0 | 1 | 81 | 35 | +46 |
|  | 2.   | Pieve 010              | 27 | 10 | 9 | 0 | 1 | 80 | 30 | +50 |
|  | 3.   | Amatori Modena         | 18 | 10 | 6 | 0 | 4 | 69 | 50 | +19 |
|  | 4.   | La Mela                | 9  | 10 | 3 | 0 | 7 | 46 | 66 | -20 |
|  | 5.   | Correggio (B)          | 6  | 10 | 2 | 0 | 8 | 34 | 79 | -45 |
|  | 6.   | Villa d'Oro Modena (B) | 3  | 10 | 1 | 0 | 9 | 36 | 86 | -50 |

Legenda:
  Partecipa ai play-off promozione.
Note:
Tre punti a vittoria, uno per il pareggio, zero a sconfitta.

### Girone C

#### Squadre partecipanti
| Club                  | Città                     | Impianto                         | Stagione precedente                             |
| --------------------- | ------------------------- | -------------------------------- | ----------------------------------------------- |
| Bassano (B)           | Bassano del Grappa (VI)   | PalaSind                         | 1º in Serie B girone D, 3º girone A fase finale |
| Breganze (B)          | Breganze (VI)             | PalaFerrarin                     | 5º in Serie B girone D                          |
| Edera Trieste         | Trieste                   | PalaChiarbola                    | 6º in Serie B girone D                          |
| Marzotto Valdagno (B) | Valdagno (VI)             | PalaLido                         | 6º in Serie B girone C                          |
| Montebello            | Montebello Vicentino (VI) | Palasport di Montebello          | 2º in Serie B girone C, 2º girone B fase finale |
| Montecchio M.         | Montecchio Maggiore (VI)  | Palasport di Montecchio Maggiore | 4º in Serie B girone C                          |
| Roller Bassano (B)    | Bassano del Grappa (VI)   | PalaSind                         | 3º in Serie B girone D                          |
| Sandrigo (B)          | Sandrigo (VI)             | Palasport di Sandrigo            | 3º in Serie B girone C                          |
| Thiene (B)            | Thiene (VI)               | PalaCeccato                      | n.d.                                            |
| Trissino (B)          | Trissino (VI)             | Palasport di Trissino            | 5º in Serie B girone C                          |
| Villach               | Villaco (Austria)         | Ballspielhalle Lind              | n.d.                                            |

#### Classifica finale
|  | Pos. | Squadra               | Pt   | G  | V  | N | P  | GF  | GS  | DR  |
|  | ---- | --------------------- | ---- | -- | -- | - | -- | --- | --- | --- |
|  | 1.   | Montebello            | 47   | 18 | 15 | 2 | 1  | 137 | 63  | +74 |
|  | 2.   | Sandrigo (B)          | 42   | 18 | 13 | 3 | 2  | 121 | 82  | +39 |
|  | 3.   | Montecchio M.         | 40   | 18 | 13 | 1 | 4  | 111 | 79  | +32 |
|  | 4.   | Marzotto Valdagno (B) | 26   | 18 | 7  | 5 | 6  | 75  | 95  | -20 |
|  | 5.   | Bassano (B)           | 24   | 18 | 7  | 3 | 8  | 84  | 79  | +5  |
|  | 6.   | Trissino (B)          | 23   | 18 | 7  | 2 | 9  | 106 | 97  | +9  |
|  | 7.   | Breganze (B)          | 23   | 18 | 7  | 2 | 9  | 90  | 107 | -17 |
|  | 8.   | Roller Bassano (B)    | 17   | 18 | 5  | 2 | 11 | 71  | 108 | -37 |
|  | 9.   | Thiene (B)            | 15   | 18 | 5  | 0 | 13 | 97  | 108 | -11 |
|  | 10.  | Villach               | 3    | 18 | 1  | 0 | 17 | 87  | 161 | -74 |
|  | 11.  | Edera Trieste         | Rit. |    |    |   |    |     |     |     |

Legenda:
  Partecipa ai play-off promozione.
Note:
Tre punti a vittoria, uno per il pareggio, zero a sconfitta.

### Girone D

#### Squadre partecipanti
| Club                | Città                | Impianto              | Stagione precedente                             |
| ------------------- | -------------------- | --------------------- | ----------------------------------------------- |
| ASH Viareggio (B)   | Viareggio (LU)       | PalaBarsacchi         | n.d.                                            |
| CGC Viareggio (B)   | Viareggio (LU)       | PalaBarsacchi         | 3º in Serie B girone E, 4º girone A fase finale |
| Follonica (B)       | Follonica (GR)       | Pista Armeni          | 2º in Serie B girone E, 2º girone C fase finale |
| Forte dei Marmi (B) | Forte dei Marmi (LU) | PalaForte             | 6º in Serie B girone E                          |
| Prato 1954 (B)      | Prato                | PalaConsiag           | 4º in Serie B girone E                          |
| Sarzana (B)         | Sarzana (SP)         | Pista Vecchio Mercato | 2º in Serie B girone B, 3º girone C fase finale |
| Siena               | Siena                | Palasport Costone     | 5º in Serie B girone E                          |
| SPV Viareggio       | Viareggio (LU)       | PalaBarsacchi         | 7º in Serie B girone E                          |

#### Classifica finale
|  | Pos. | Squadra             | Pt | G  | V  | N | P  | GF  | GS  | DR  |
|  | ---- | ------------------- | -- | -- | -- | - | -- | --- | --- | --- |
|  | 1.   | Follonica (B)       | 36 | 14 | 12 | 0 | 2  | 131 | 54  | +77 |
|  | 2.   | CGC Viareggio (B)   | 31 | 14 | 10 | 1 | 3  | 116 | 83  | +33 |
|  | 3.   | Sarzana (B)         | 26 | 14 | 8  | 2 | 4  | 93  | 66  | +27 |
|  | 4.   | Prato 1954 (B)      | 26 | 14 | 8  | 2 | 4  | 87  | 78  | +9  |
|  | 5.   | Forte dei Marmi (B) | 20 | 14 | 6  | 2 | 6  | 89  | 72  | +17 |
|  | 6.   | Siena               | 13 | 14 | 4  | 1 | 9  | 57  | 96  | -39 |
|  | 7.   | ASH Viareggio (B)   | 9  | 14 | 3  | 0 | 11 | 62  | 117 | -55 |
|  | 8.   | SPV Viareggio       | 2  | 14 | 0  | 2 | 12 | 54  | 123 | -69 |

Legenda:
  Partecipa ai play-off promozione.
Note:
Tre punti a vittoria, uno per il pareggio, zero a sconfitta.

### Girone E

#### Squadre partecipanti
| Club               | Città           | Impianto       | Stagione precedente                             |
| ------------------ | --------------- | -------------- | ----------------------------------------------- |
| AFP Giovinazzo (B) | Giovinazzo (BA) | PalaPansini    | 1º in Serie B girone E, 1º girone A fase finale |
| CRESH Eboli        | Eboli (SA)      | PalaDirceu     | 2º in Serie B girone F                          |
| Matera (B)         | Matera          | Sportintenda   | 4º in Serie B girone F                          |
| GSH Molfetta (B)   | Molfetta (BA)   | PalaFiorentini | 3º in Serie B girone F                          |

#### Classifica finale
|  | Pos. | Squadra            | Pt | G | V | N | P | GF | GS | DR  |
|  | ---- | ------------------ | -- | - | - | - | - | -- | -- | --- |
|  | 1.   | Matera (B)         | 12 | 6 | 4 | 0 | 2 | 40 | 24 | +16 |
|  | 2.   | CRESH Eboli        | 10 | 6 | 3 | 1 | 2 | 43 | 37 | +6  |
|  | 3.   | AFP Giovinazzo (B) | 7  | 6 | 2 | 1 | 3 | 27 | 32 | -5  |
|  | 4.   | GSH Molfetta (B)   | 4  | 6 | 1 | 1 | 4 | 29 | 46 | -17 |

Legenda:
  Partecipa ai play-off promozione.
Note:
Tre punti a vittoria, uno per il pareggio, zero a sconfitta.

## Fase finale

### Girone A

#### Classifica finale
|  | Pos. | Squadra           | Pt | G | V | N | P | GF | GS | DR  |
|  | ---- | ----------------- | -- | - | - | - | - | -- | -- | --- |
|  | 1.   | Pieve 010         | 9  | 3 | 3 | 0 | 0 | 24 | 7  | +17 |
|  | 2.   | Montebello        | 6  | 3 | 2 | 0 | 1 | 18 | 14 | +4  |
|  | 3.   | CGC Viareggio (B) | 3  | 3 | 1 | 0 | 2 | 12 | 20 | -8  |
|  | 4.   | Monza e Brianza   | 0  | 3 | 0 | 0 | 3 | 7  | 20 | -13 |

Legenda:
      Promosso in Serie A2 2012-2013.
Note:
Tre punti a vittoria, uno per il pareggio, zero a sconfitta.

### Girone B

#### Classifica finale
|  | Pos. | Squadra          | Pt | G | V | N | P | GF | GS | DR  |
|  | ---- | ---------------- | -- | - | - | - | - | -- | -- | --- |
|  | 1.   | Roller Scandiano | 9  | 3 | 3 | 0 | 0 | 20 | 10 | +10 |
|  | 2.   | Prato 1954 (B)   | 4  | 3 | 1 | 1 | 1 | 13 | 15 | -2  |
|  | 3.   | Follonica (B)    | 3  | 3 | 1 | 0 | 2 | 16 | 14 | +2  |
|  | 4.   | Sandrigo (B)     | 1  | 3 | 0 | 1 | 2 | 9  | 19 | -10 |

Legenda:
      Promosso in Serie A2 2011-2012.
Note:
Tre punti a vittoria, uno per il pareggio, zero a sconfitta.

## Verdetti
| Verdetto             | Club                       |
| -------------------- | -------------------------- |
| Promosse in Serie A2 | Pieve 010 Roller Scandiano |